# Aleksiej Awtonomow
Aleksiej Iwanowicz Awtonomow (ros. Алексей Иванович Автономов; ur. 4 stycznia?/16 stycznia 1890, zm. 2 lutego 1919 w Swiatym Krieście) – rosyjski i radziecki wojskowy, uczestnik rosyjskiej wojny domowej na Północnym Kaukazie po stronie czerwonych.

## Życiorys
Był z pochodzenia Kozakiem kubańskim. Walczył w armii rosyjskiej w I wojnie światowej w stopniu chorążego w 39 i 28 pułkach kozackich.
Po rewolucji październikowej przyłączył się do czerwonych. Z upoważnienia Władimira Antonowa-Owsiejenki, dowodzącego w 1918 r. całością wojsk czerwonych na południu Rosji, z powodzeniem tworzył oddziały na Kubaniu. Brał udział w walkach przeciwko białym siłom kozackim dowodzonym przez Aleksieja Kaledina. W styczniu 1918 r. został wybrany na dowódcę naczelnego Południowo-Zachodniej armii rewolucyjnej skoncentrowanej w rejonie stanicy Tichorieckiej. W marcu 1918 r. poprowadził szereg nieudanych ataków na stanicę Dmitrijewską, w której przebywała, w trakcie pierwszego marszu kubańskiego, Armia Ochotnicza pod dowództwem Ławra Korniłowa. Po dotarciu białych pod kontrolowany przez bolszewików Jekaterynodaru, stolicę Kubańsko-Czarnomorskiej Republiki Radzieckiej, dowodził udaną obroną miasta. Po tych wydarzeniach formalnie powierzono mu dowodzenie całością wojsk czerwonych na Północnym Kaukazie.
W kwietniu 1918 r. osobiście zdecydował o uwolnieniu wziętego do niewoli Andrieja Szkury – jednego z organizatorów powstania kozackiego przeciwko czerwonym, w zamian za obietnicę utworzenia przez niego oddziału, który mógłby wspólnie z bolszewikami walczyć przeciwko Niemcom. Uwolniony Szkuro praktycznie natychmiast przeszedł na stronę białych.
28 maja 1918 Awtonomow stracił dotychczasowe stanowisko z powodu sporów z cywilnymi przywódcami Kubańsko-Czarnomorskiej Republiki Radzieckiej. Na jego miejsce wybrano Karła Kałnina. W sporze między miejscowym kierownictwem partyjnym a Awtonomowem interweniowały najwyższe partyjne kierownictwo, przenosząc go na stanowisko inspektora oddziałów czerwonych na Kaukazie Północnym. Faktycznie jednak udał się do Moskwy, skąd na prośbę Sergo Ordżonikidzego został skierowany do Władykaukazu. Komisarz spraw wojskowych i morskich Lew Trocki mianował go dowódcą faktycznie nieistniejącej jeszcze armii (12 Armii). Faktycznie Awtonomow dowodził dużo mniejszymi formacjami. Brał udział w walkach czerwonych z Kozakami tereckimi, wspólnie z Ordżonikidze tworzył oddziały złożone z przedstawicieli miejscowych górali (narodów nierosyjskich). Dowodził pociągiem pancernym, następnie oddziałem w walkach nad Terekiem i pod Swiatym Kriestom w styczniu 1919. Czerwoni ponieśli szereg klęsk, tracąc w końcu stycznia i na początku lutego kolejne ośrodki miejskie. Ostatnie ocalałe oddziały wycofały się w kierunku Astrachania. Podczas odwrotu znad Tereku Awtonomow zachorował i zmarł na tyfus, dziesiątkujący wojska czerwonych na Północnym Kaukazie na przełomie 1918 i 1919 r.